# Port lotniczy Pobiediłowo
Port lotniczy Pobiediłowo (IATA: KVX, ICAO: USKK) – port lotniczy położony 22 km na południowy zachód od centrum Kirowa, w obwodzie kirowskim, w Rosji.

## Linie lotnicze i połączenia
| Linia lotnicza    | Kierunek                                             |
| ----------------- | ---------------------------------------------------- |
| Ikar              | Sezonowe czartery: 1. Soczi                          |
| Izhavia           | 1. Ufa 2. Narjan-Mar                                 |
| Nordwind Airlines | Sezonowe czartery: 1. Soczi                          |
| Pobeda            | 1. Moskwa-Szeremietiewo 2. Sankt Petersburg 3. Soczi |
| RusLine           | 1. Moskwa-Wnukowo 2. Narjan-Mar                      |
| Ural Airlines     | 1. Moskwa-Domodiedowo 2. Uljanowsk-Baratajewka       |
| UVT Aero          | 1. Kazań                                             |